# Shenzhen Broadcasting Center I
Le Shenzhen Broadcasting Center I est un gratte-ciel de 240 mètres construit en 2001 à Shenzhen en Chine.